# Celopan
David Calvo Agea (Olot, 7 de agosto de 1996), más conocido por su seudónimo en redes sociales Celopan, es un escritor y youtuber español. Comenzó a subir videos a YouTube el 12 de marzo del 2012 y cuenta con más de 2.500.000 suscriptores entre sus dos canales: CELOPAN, el cual se encuentra desactualizado, y CeloVlogs, donde sube videos con regularidad; su contenido ha ido variando durante sus 8 años de carrera en la plataforma. En 2015, mientras actualizaba la plataforma con sus videos, decidió dar un salto a la literatura publicando el 2 de diciembre de ese mismo año su primera novela, Los Dioses también aman; comenzó así su camino en la literatura juvenil que hasta la fecha continúa vigente. Hoy en día también ha incursionado en el desarrollo de aplicaciones móviles y comenzó en transmisiones en vivo en la plataforma Twitch.

## Carrera

### Inicios
David ha confesado varias veces que nunca tuvo un trabajo antes de comenzar en YouTube. Estuvo en prácticas en el Ayuntamiento de Olot en la sección de impuestos en el verano de su primer año en Bachiller. Previo al ascenso de su carrera en YouTube, había comenzado a estudiar Relaciones Públicas en la Universidad Complutense de Madrid. A la edad de 18 años se marchó de su casa en Cataluña para ir a estudiar a la ciudad Madrid; sin embargo, abandonó los estudios para dedicarse de lleno a la plataforma de videos.
Antes de subir videos a YouTube, Calvo se dedicaba a escribir blogs sobre tecnología porque «le encantan los videojuegos». Desde los 17 años puede vivir de la plataforma de videos.

### 2012-2015: Popularidad en YouTube y primer libro
Desde sus comienzos hasta el año 2015, se encontraba dentro del nicho gamer de YouTube. Subiendo gameplays de juegos como Minecraft, Pokémon, Geometry Dash, SkySaga, Battlefield y Agar.io, entre otros, su canal principal alcanzó el millón de suscriptores en el año 2013. En simultáneo, mantenía un canal más personal, CeloVlogs, donde el contenido se componía de retos virales, tags, videos de opinión e incluso algunos sketches. Continuó subiendo videovlogs diarios en su canal principal y abandonó el contenido gamer; en estos videos, lo acompañaban otros youtubers populares, como RoEnLaRed, JPelirrojo, Zeus Santorini (su expareja) y otras apariciones excepcionales.
En octubre del 2015 participó en los festivales del Club Media Fest de Chile y Argentina junto a muchos otros youtubers. 
En diciembre de 2015 anunció la publicación de su primer libro y única novela hasta el momento, Los Dioses también aman. La producción está ambientada en la realidad y el día a día de los jóvenes que, según Calvo, «seguro que verán bien reflejado su mundo en estas páginas». El libro fue presentado en la ciudad de Madrid y continuó con una gira de firmas en España. 

### 2016-2018: Poemarios y videovlogs
En agosto de 2016 publicó un video titulado Desuscríbete, en el que explica que no volvería a realizar contenido de gaming y pide a su público que lo seguía por sus videojuegos, y del cual estaba recibiendo reclamos, que se desuscriba. Luego de la publicación de este video, continuó con los videovlogs diarios hasta agosto del el 2017, cuando anunció que también dejaría de producir ese formato.
En octubre de 2016 publicó su segundo libro y primer poemario, El patito que nunca llegó a ser cisne. Al igual que el anterior, el libro fue presentado en la ciudad de Madrid y continuó con una gira de firmas en España. Un año más tarde, en octubre de 2017, publicó su tercer libro y segundo poemario, Eres el príncipe de todos mis palacios, y tuvo un recorrido similar al de su antecesor.
Al igual que en 2015, en diciembre del 2016 participó en los festivales del Club Media Fest de Chile y Argentina.
Entre el 2017 y el 2018 se desempeñó como presentador en El Show de Tuenti, participando en los 9 episodios que conformaban el programa televisivo.

### 2019-Actualidad:Merezco algo mejory Calíope
En noviembre de 2019 publicó su cuarto y último libro hasta el momento, su tercer poemario titulado Merezco algo mejor. La editorial lo presenta como «La visión más íntima y personal de Celopan». El libro fue presentado en la ciudad de Guadalajara, México, y continuó una gira de firmas por diferentes ciudades de España. 
En diciembre del 2020 anunció, junto a su compañera RoEnLaRed (conocida así por su seudónimo en redes) el lanzamiento de Calíope, una aplicación de bienestar y placer sexual y personal dirigida a mujeres.

## Vida privada
En 2014 subió un video a su canal de YouTube en el que le contaba a su público que era homosexual y estaba en pareja con otro youtuber, Zeus Santorini.
Celopan ha hablado abiertamente de la situación política de España y ha denunciado judicialmente ataques homófobos sufridos por decir que tenía pareja. Esto fue, en particular, por un comentario que le deseaba la muerte tras haber salido del clóset en su canal de YouTube, el cual presentó a la Guardia Civil, conjunto otro mensaje de correo electrónico del mismo usuario que repetía una y otra vez amenazas de muerte. David ha hablado varias veces sobre el ser abiertamente homosexual y cómo se vive la discriminación en redes sociales, en entornos familiares y en la calle. También confesó que la exposición pública le afectó a nivel personal.
En 2016 le confesó a TyC Sports en una entrevista:

"Me cuesta definirme. Soy un youtuber famoso sin buscarlo. Sería una mezcla entre eso y un escritor, pero no le quiero faltar el respeto al mundo literario debido a que me siento diminuto en ese universo. Me quedo con la etiqueta de youtuber y español (...) Yo era un poco antisocial, ya que me la pasaba con las consolas y a mi madre eso no le gustaba. Son mi refugio, le debo mucho a Minecraft. Ese es mi hobbie y lo tomo como un trabajo"
Celopán, 2016

## Producciones literarias
Desde el 2015, año del lanzamiento de su primer libro, comenzó a incursionar en la escritura de literatura juvenil.   
En una entrevista del año 2019 con RPP Noticias, Calvo confesó:

"Jamás pensé que podría llegar a publicar lo que escribía. Me he refugiado siempre en la escritura como método para afrontar, incluso a veces problemas. Cuando [Editorial] Planeta me ofreció la posibilidad, hace años, la rechacé porque no sabía cómo hacerlo. No quería hacerlo mal y me tomé tiempo para hacerlo bien (...) Hay sentimientos e historias que prefiero contar en papel y no en video"

### Novelas
- Los Dioses también aman (2015)

### Poemarios
- El patito que nunca llegó a ser cisne (2016)

- Eres el príncipe de todos mis palacios (2017)

- Merezco algo mejor (2019)

## Eventos
Celopan ha participado en diferentes eventos, tanto en España como en otros países:
- Club Media Fest en Argentina (2015)[18]
- Club Media Fest en Chile (2015)
- Club Media Fest en Argentina (2016)[19]
- Club Media Fest en Chile (2016)[20]
- Samsung MadFun, Barcelona (2017)[21]

### Giras de firmas
Con cada libro publicado, Calvo anunció giras de firmas en la presentación de los mismos:

#### Los Dioses también aman[22]
- Presentación y firma de libros en Madrid (2015)
- Firma de libros en Valencia (2015)
- Firma de libros en Sevilla (2015)
- Firma de libros en Barcelona (2015)
- Firma de libros en Málaga (2015)

#### El patito que nunca llegó a ser cisne
- Presentación y firma de libros en Madrid (2016)[23]
- Firma de libros en Barcelona (2016)[24]
- Firma de libros en Málaga (2016)[25]
- Firma de libros en Valencia (2016)[25]
- Firma de libros en Bilbao (2016)[25]
- Firma de libros en Barcelona (2017)[26]

#### Eres el príncipe de todos mis palacios[27]
- Presentación y firma de libros en Madrid (2017)
- Firma de libros en Barcelona (2017)
- Firma de libros en Málaga (2017)
- Firma de libros en Bilbao (2017)
- Firma de libros en Santiago de Compostela (2017)
- Firma de libros en Valencia (2017)

#### Merezco algo mejor[28]
- Presentación y firma de libros en Guadalajara (2019)[29]
- Firma de libros en Barcelona (2019)
- Firma de libros en Madrid (2019)
- Firma de libros en Bilbao (2019)
- Firma de libros en La Coruña (2019)

#### Otras firmas
- Firma de cualquiera de sus libros en Barcelona (2018)[30]